# 洪俊杰
洪俊杰（1976年12月—），中华人民共和国教育工作者，安徽黄山人。中共党员，经济学博士，享受国务院政府特殊津贴专家。现任山东财经大学校长。

## 生平
洪俊杰本科、硕士毕业于南开大学，博士就读于新加坡国立大学，2005年开始任教于对外经济贸易大学，2007年、2009年晋升副教授、教授职称。2010年，任国际经济贸易学院副院长，2013年晋升院长。2018年开始，兼任该院经济学部部长。
2024年1月，任山东财经大学党委副书记、校长。
| 教育職務      | 教育職務                     | 教育職務 |
| ------------- | ---------------------------- | -------- |
| 前任： 赵忠秀 | 山东财经大学校长 2024年1月－ | 現任     |